# 2012 aux Tuvalu
Cet article présente les faits marquants de l'année 2012 aux Tuvalu.

## Évènements
- mai : Les gouvernements des Tuvalu, des îles Cook et des Tokelau annoncent des objectifs précis en matière d'abandon des énergies fossiles et de transition vers des énergies renouvelables. Le vice-Premier ministre tuvaluan, Kausea Natano, explique qu'outre la question environnementale, ces mesures d'efficacité énergétique permettront des économies, qui pourront être investies dans le développement social[1].

- 21 décembre : Décès de Lotoala Metia, ministre des Finances (en exercice)[2].